# Liste der Botschafter von Antigua und Barbuda in den Vereinigten Staaten

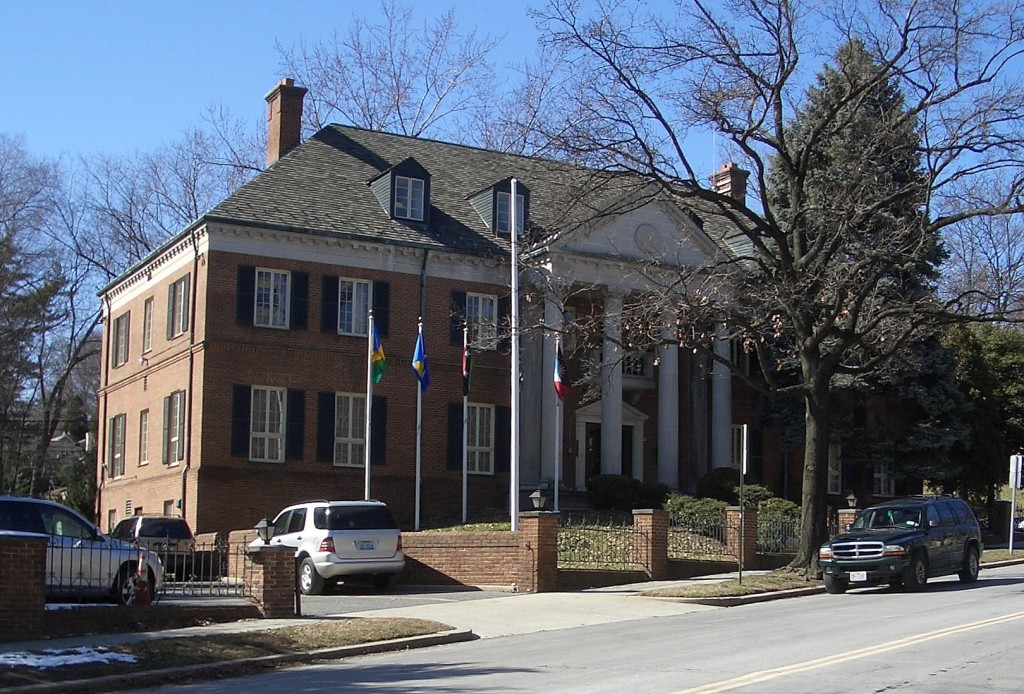
Die Botschaft von Antigua und Barbuda befindet sich in 3216 New Mexico Avenue NW, Washington, D.C.

Der Botschafter in Washington, D.C. ist regelmäßig auch bei der Organisation Amerikanischer Staaten akkreditiert.
| Ernannt / Akkreditiert | Name                   | Bemerkungen | ernannt während der Regierung von | akkreditiert bei  | Posten verlassen |
| ---------------------- | ---------------------- | --- | --------------------------------- | ----------------- | ---------------- |
| 31. März 1982          | Edmund Hawkins Lake    | (* Saint John’s) Seit 30. Oktober 1982 OBE, 1982 to 1990: Representative of Antigua And Barbuda and Chairman of the Permanent Council of the OAS           | Vere Cornwall Bird                | Ronald Reagan     | 12. Apr. 1982    |
| 17. Juni 1991          | Patrick Albert Lewis   | (* 27. November 1938 in St. John’s, Antigua) verheiratet zwei Kinder 1991–1994 Washington 1994–2004 Botschafter beim UN-Hauptquartier, 2003: Außenminister | Vere Cornwall Bird                | George H. W. Bush | 6. Aug. 1991     |
| 22. Mai 1996           | Lionel Alexander Hurst | | Lester Bird                       | Bill Clinton      | 29. Juli 1996    |
| 4. März 2005           | Deborah-Mae Lovell     | 1. November 2010: Dame Commander of the Most Distinguished Order of the Nation – DCN (Order of the Nation (Antigua und Barbuda))                           | Winston Baldwin Spencer           | George W. Bush    | 8. März 2005     |
| 6. Aug. 2015           | Ronald Sanders         | | Gaston Browne                     | Barack Obama      | 17. Sep. 2015    |